# 岩上珠属
岩上珠属（学名：Clarkella）是茜草科下的一个属，为短小、被毛草本植物。该属共有2种，分布喜马拉雅地区。